# Нана (Румунія)
Нана (рум. Nana) — комуна у повіті Келераш в Румунії. До складу комуни входить єдине село Нана.
Комуна розташована на відстані 43 км на південний схід від Бухареста, 59 км на захід від Келераші.

## Населення
За даними перепису населення 2002 року у комуні проживала 2641 особа.
Національний склад населення комуни:
| Національність | Кількість осіб | Відсоток |
| -------------- | -------------- | -------- |
| румуни         | 2441           | 92,4%    |
| роми           | 199            | 7,5%     |
| угорці         | 1              | < 0,1%   |

Рідною мовою назвали:
| Мова      | Кількість осіб | Відсоток |
| --------- | -------------- | -------- |
| румунська | 2640           | > 99,9%  |
| угорська  | 1              | < 0,1%   |

Склад населення комуни за віросповіданням:
| Релігія       | Кількість осіб | Відсоток |
| ------------- | -------------- | -------- |
| православні   | 2638           | 99,9%    |
| баптисти      | 2              | 0,1%     |
| римо-католики | 1              | < 0,1%   |

## Зовнішні посилання
- Дані про комуну Нана на сайті Ghidul Primăriilor